# Iznoskowo (rejon rylski)
Iznoskowo (ros. Износково) – wieś (ros. деревня, trb. dieriewnia) w zachodniej Rosji, w sielsowiecie małognieuszewskim rejonu rylskiego w obwodzie kurskim.

## Geografia
Miejscowość położona jest nad rzeką Sejm, 3 km od centrum administracyjnego sielsowietu małognieuszewskiego (Małognieuszewo), 7 km od centrum administracyjnego rejonu (Rylsk), 105 km od Kurska.
W granicach miejscowości znajdują się ulice: Centralnaja, Lesnaja, Nabierieżnaja, Sadowaja, Proletarskaja, Ługowaja, Zariecznaja.

## Demografia
W 2010 r. miejscowość zamieszkiwało 340 osób.